# ريان لوكتي
ريان لوكتي (Ryan Lochte) هو لاعب أولمبي لرياضة السباحة من الولايات المتحدة. شارك في الأولمبياد الصيفي في 2004–2012، وفاز بما مجموعه 11 ميدالية.

## الميداليات
| ذهب | فضة | برونز | المجموع |
| 5   | 3   | 3     | 11      |

## روابط خارجية
- ريان لوكتي على موقع IMDb (الإنجليزية)
- ريان لوكتي على موقع الموسوعة البريطانية (الإنجليزية)
- ريان لوكتي على موقع إن إن دي بي (الإنجليزية)
- ريان لوكتي على موقع قاعدة بيانات الفيلم (الإنجليزية)
- ريان لوكتي على موقع الاتحاد الدولي للسباحة (الإنجليزية)
- ريان لوكتي على موقع SwimRankings.net (الإنجليزية)
- ريان لوكتي على موقع اللجنة الأولمبية الدولية (الإنجليزية)
- ريان لوكتي على موقع أوليمبيديا (الإنجليزية)
- ريان لوكتي على موقع اللجنة الأولمبية والبارالمبية الأمريكية (الإنجليزية)